# Tabaré Viudez
Tabaré Viudez (Montevideo, 8 september 1989) is een Uruguayaans profvoetballer. De aanvaller stond sinds het seizoen 2008/09 onder contract bij AC Milan, maar daar werd zijn contract in augustus 2009 ontbonden nadat hij het voorgaande seizoen één minuut voor het eerste speelde.

## Clubcarrière
In 2008 werd Viudez met Defensor Sporting kampioen in Uruguay. Na een testperiode kreeg hij samen met zijn landgenoot Mathias Cardacio een contract aangeboden bij AC Milan. Hij speelde voor het seizoen mee in de oefenwedstrijden van het A-team tegen SSC Napoli en Manchester City. Hij kreeg het nummer 20 van de naar Bordeaux vertrokken Gourcuff. Hij debuteerde in de Serie A op 8 maart 2009, tegen Atalanta.
Zijn debuut voor Milan bleef zijn enige verschijning. In augustus 2009 werd zowel zijn als middenvelder Cardacio's contract na één jaar ontbonden. Hierop keerde hij terug naar zijn ex-club Defensor Sporting. In 2010 versierde hij een transfer naar het Mexicaanse Club América dat hem meteen gedurende enkele maanden verhuurde aan Club Necaxa. Begin 2011 keerde hij terug naar zijn geboorteland waar hij op huurbasis ging spelen voor Nacional de Montevideo. Hierna ging die na Kasimpaşa SK, waar hij een basisspeler is.
In Kasimpaşa SK maakte Viudez een snelle start in het begin van het seizoen. Hij werd na een tijd onmisbaar voor zijn ploeg.

## Interlandcarrière
Viudez nam met het Uruguayaans olympisch voetbalelftal onder leiding van bondscoach Óscar Tabárez deel aan de Olympische Spelen van 2012 in Londen.